# کریس فایدلر
کریس فایدلر (به انگلیسی: Chris Fydler) (زادهٔ ۸ نوامبر ۱۹۷۲) شناگر اهل استرالیا است.